# Cremastobombycia verbesinella
Cremastobombycia verbesinella là một loài bướm đêm thuộc họ Gracillariidae. Loài này có ở Hoa Kỳ (Florida).
Sải cánh dài khoảng 6.4 mm.
Ấu trùng ăn Verbesina virginica. Chúng ăn lá nơi chúng làm tổ.